# Haaien en roggen
Haaien en roggen (Elasmobranchii) vormen een subklasse van de klasse van kraakbeenvissen (Chondrichthyes). Tot deze subklasse behoren zowel de haaien als de roggen.

## Taxonomie
Volgens sommige studies vormen de roggen samen met de orden van de grauwe haaien, doornhaaiachtigen, zee-engelen en zaaghaaien de clade Squalea, terwijl vier andere orden (varkenshaaien, bakerhaaien, makreelhaaien en grondhaaien) een andere gemeenschappelijke afstamming delen en behoren tot de clade Galeomorphii. De superorde haaien (Selachimorpha) vormt dan geen monofyletische groep, een deel heeft een gezamenlijke voorouder met de roggen en ander deel heeft dat niet. 
| - Clade Squalea - Orde Hexanchiformes (Grauwe haaien) - Orde Pristiophoriformes (Zaaghaaien) - Orde Squaliformes (Doornhaaiachtigen) - Orde Squatiniformes (Zee-engelen) - Orde Echinorhiniformes - Superorde Roggen (Batoidea) - Orde Myliobatiformes - Orde Rhinopristiformes - Orde Rajiformes - Orde Torpediniformes | - Clade Galeomorphii - Orde Heterodontiformes (Varkenshaaien) - Orde Orectolobiformes (Bakerhaaien) - Orde Lamniformes (Makreelhaaien) - Orde Carcharhiniformes (Grondhaaien) |

Volgens andere studies echter hebben de Batoidea zich al in het Trias afgesplitst en zijn zij de zustergroep van de Selachimorpha die de Galeomorphii en de Squalomorphii omvatten.

## Roggen en haaien uit het Nederlandse kustwater[3]
| Clade Squalea Superorde Batoidea (roggen) - Orde Rajiformes - vleet - blonde rog - stekelrog - kleinoogrog - gevlekte rog - grootoogrog - sterrog - golfrog - Orde Myliobatiformes - gewone pijlstaartrog | - Orde Torpediniformes - gemarmerde sidderrog - zwarte sidderrog Haaien: - Orde Squaliformes - doornhaai - valse doornhaai - Groenlandse haai - Orde Squatiniformes - gewone zee-engel | Clade Galeomorphii (haaien) - Orde Carcharhiniformes - hondshaai - kathaai - ruwe haai - gladde haai - gevlekte toonhaai - Orde Lamniformes - voshaai - reuzenhaai - haringhaai |

## Haaien en roggen uit Surinaamse wateren
- walvishaai[4]
- reuzenmanta[4]
- Chileense duivelsrog[4]
- ruwe zoetwaterrog
- Alopias vulpinus - voshaai[5]
- Sphyrna lewini - geschulpte hamerhaai[5]
- Sphyrna mokarran - grote hamerhaai[5]
- Carcharhinus falciformis - zijdehaai[5]

(niet volledig)